# Château-Larcher
Château-Larcher is een gemeente in het Franse departement Vienne (regio Nouvelle-Aquitaine) en telt 818 inwoners (1999). De plaats maakt deel uit van het arrondissement Poitiers.

## Geografie
De oppervlakte van Château-Larcher bedraagt 15,5 km², de bevolkingsdichtheid is 52,8 inwoners per km².
De onderstaande kaart toont de ligging van Château-Larcher met de belangrijkste infrastructuur en aangrenzende gemeenten.

## Demografie
Onderstaande figuur toont het verloop van het inwonertal (bron: INSEE-tellingen).

## Geschiedenis
De gemeente werd uitgebreid met de voormalige gemeente Bapteresse in 1845.